# Маркиз де Дения

Герб муниципалитета Дения, провинция Аликанте, автономное сообщество Валенсия

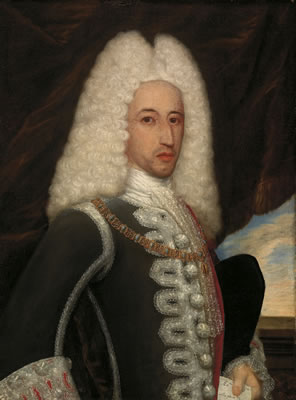
Николас Фернандес де Кордова и де ла Серда (1682—1739), 10-й герцог де Мединасели, 9-й маркиз де Прьего, 7-й маркиз де Монтальбан 11-й маркиз де Дения

 Маркиз де Дения — испанский дворянский титул. Он был создан в 1484 году католическими королями Изабеллой Кастильской и Фердинандом Арагонским для Диего Гомеса де Сандоваля и Манрике де Лара, 5-го графа де Дения и 1-го графа де Лерма (?-1502), сына Фернандо де Сандоваля и Авельянеды, 2-го графа де Кастрохериса, и Хуаны Манрике де Лара. Он был женат на Катарине де Мендоса, дочери Иньиго де Мендосы, 1-го маркиза де Сантильяна.
В 1520 году король Испании Карлос I пожаловал 2-му маркизу де Дения звание гранда Испании 1-го класса.
Диего Гомесу де Сандовалю и Манрике де Лара наследовал его сын Бернардо де Сандоваль, 2-й маркиз де Дения (1502—1536). Он женился на Франсиске Энрикес, двоюродной сестре короля Арагона Фердинанда Католика. Ему наследовал его сын, Луис Гомес де Сандоваль и Энрикес, 3-й маркиз де Дения, который был приближен к королевскому двору.
Франсиско де Рохас и Сандоваль, 4-й макриз де Дения (1570—1574), отец 1-го герцога де Лерма, был одним из главных сановником при дворе короля Испании Филиппа II. Он женился на Изабелле де Борха и Кастро (1532—1558), дочери 4-го герцога де Гандия.
Ему наследовал его сын, Франсиско Гомес де Сандоваль и Рохас, 5-й маркиз де Дения, 4-й граф де Лерма (1553—1625), получивший в 1599 году титул 1-го герцога де Лермы от короля Испании Филиппа III.

## Графы де Дения
- 1355—1392: Альфонсо де Арагон «Эль-Вейя» (ок. 1332—1412), 1-й герцог де Гандия, 1-й граф де Дения. Старший сын Педро де Арагона, 24-го графа де Ампурьяс и 2-го графа де Прадес (ок. 1305—1380), и Хуаны де Фуа
- 1392—1425: Альфонсо де Арагон «Младший» (ок. 1355—1425), 2-й герцог де Гандия, 2-й граф де Дения. Сын предыдущего и Виоланты Хименос де Аренос, баронессы де Аранос
- 1431—1454: Диего Гомес де Сандоваль и Рохас (ум. 1454), граф де Кастрохерис, 3-й граф де Дения. Сын Фернана Гутьерреса де Сандоваля (ум. 1385) и Инес де Рохас
- 1454—1475: Фернандо де Сандоваль и Рохас (ум. 1475), 4-й граф де Дения. Сын предыдущего и Беатрис де Авельянеда (ум. 1436)
- 1475—1484: Диего Гомес де Сандоваль и Рохас (ум. 1502), 5-й граф де Дения, 1-й граф де Лерма. Сын предыдущего и Хуаны Манрике де Лары.

## Список маркизов де Дения
|                                                           | Титул                                                          | Период                                                    |
| Креация создана королем Испании Фердинандом II Арагонским | Креация создана королем Испании Фердинандом II Арагонским      | Креация создана королем Испании Фердинандом II Арагонским |
| --------------------------------------------------------- | -------------------------------------------------------------- | --------------------------------------------------------- |
| I                                                         | Диего Гомес де Сандоваль и Манрике де Лара                     | 1484—1502                                                 |
| II                                                        | Бернардо де Сандоваль и Рохас                                  | 1502—1536                                                 |
| III                                                       | Луис Гомес де Сандоваль и Энрикес                              | 1536—1570                                                 |
| IV                                                        | Франсиско Гомес де Сандоваль и Суньига                         | 1570—1574                                                 |
| V                                                         | Франсиско Гомес де Сандоваль и Рохас                           | 1574—1625                                                 |
| VI                                                        | Франсиско Гомес де Сандоваль и Падилья                         | 1625—1635                                                 |
| VII                                                       | Марианна Гомес де Сандоваль и Энрикес де Кабрера               | 1635—1651                                                 |
| VIII                                                      | Амбросио де Арагон и Сандоваль                                 | 1651—1659                                                 |
| IX                                                        | Каталина де Арагон и Сандоваль                                 | 1660—1697                                                 |
| X                                                         | Луис Франсиско де ла Серда и Арагон                            | 1697—1711                                                 |
| XI                                                        | Николас Фернандес де Кордова и де ла Серда                     | 1711—1739                                                 |
| XII                                                       | Луис Антонио Фернандес де Кордова и Спинола                    | 1739—1768                                                 |
| XIII                                                      | Педро де Алькантара Фернандес де Кордова и Монкада             | 1768—1789                                                 |
| XIV                                                       | Луис Мария Фернандес де Кордова и Гонзага                      | 1789—1806                                                 |
| XV                                                        | Луис Фернандес де Кордова и Бенавидес                          | 1806—1840                                                 |
| XVI                                                       | Луис Фернандес де Кордова и Понсе де Леон                      | 1840—1873                                                 |
| XVII                                                      | Луис Фернандес де Кордова и Перес де Баррадас                  | 1873—1879                                                 |
| XVIII                                                     | Луис Фернандес де Кордова и Салаберт                           | 1880—1956                                                 |
| XIX                                                       | Виктория Евгения Фернандес де Кордова и Фернандес де Энестроса | 1956—2013                                                 |
| XX                                                        | Виктория Елизавета фон Гогенлоэ-Лангенбург и Шмитд-Полекс      | 2018 — настоящее время                                    |